# Angelo Spina
Angelo Spina (ur. 13 listopada 1954 w Colle d’Anchise) – włoski duchowny katolicki, arcybiskup metropolita Ankony-Osimo od 2017.

## Życiorys
Święcenia kapłańskie otrzymał 5 stycznia 1980 i został inkardynowany do archidiecezji Boiano-Campobasso. Po święceniach został duszpasterzem w Campochiaro. W 1999 objął urząd proboszcza konkatedry w Bojano, zaś w 2005 został wikariuszem biskupim dla sanktuarium maryjnego w Castelpetroso.
3 kwietnia 2007 papież Benedykt XVI mianował go ordynariuszem diecezji Sulmona-Valva. Sakry biskupiej udzielił mu 9 czerwca 2007 ówczesny arcybiskup Boiano-Campobasso – Armando Dini.
14 lipca 2017 papież Franciszek mianował go arcybiskupem metropolitą Ankony-Osimo. Ingres odbył się 1 października 2017.